# My Little Pony (serie de televisión)
My Little Pony es una serie de televisión animada estadounidense de 1986 producida por Sunbow Productions y Marvel Productions, fue animada por Toei Animation y AKOM basada en los juguetes My Little Pony lanzados por Hasbro. Originalmente los episodios de la serie se emitieron como el primer segmento de una serie llamada My Little Pony 'n Friends con episodios compuestos por segmentos diversos. El segundo segmento de aquella serie era un episodio de otras caricaturas no relacionadas basadas en alguna franquicia de Hasbro diferente, estas incluyen a The Glo Friends, MoonDreamers, y los Potato Head Kids. La serie se estrenó el 15 de septiembre de 1986, casi tres meses después del lanzamiento de My Little Pony: The Movie (que había presentado Paradise Estate y muchos de los personajes principales de la serie), y terminó el 25 de septiembre de 1987. Dos especiales de televisión anteriores —Rescue at Midnight Castle y Escape from Catrina— fueron editados en segmentos de My Little Pony 'n Friends. La serie completa de segmentos de My Little Pony se lanzó en DVD para las Regiones 1 y 4. Los segmentos de otra caricatura se lanzaron en DVD como "My Little Pony: The Glo Friends" a partir de 2013.

## Sinopsis
Ponyland es una tierra mística, hogar de todo tipo de criaturas mágicas. Los pequeños ponis tienen su hogar en Paradise Estate, viviendo una vida pacífica llena de canciones y juegos. Sin embargo, no todas las criaturas de Ponyland son tan pacíficas, y los ponis a menudo tienen que luchar para sobrevivir contra brujas, trolls, duendes y todas las demás bestias a las que les encantaría ver a los pequeños ponis destruidos, esclavizados o lastimados.

## Reparto
- Bettina Bush como Megan
- Charlie Adler como Spike
- Susan Blu como Buttons, Paraíso
- Nancy Cartwright como Gusty, Baby Heart Throb, Baby Cuddles, Posey, Truly, Honeysuckle, Surf Rider
- Jeannie Elias como Whizzer, Masquerade, Baby Lickety-Split, Magic Star, Sweet Stuff, Sun Shower
- Ellen Gerstell como Lofty, Locket, Mimic, Scoops
- Skip Hinnant como narrador
- Keri Houlihan como Molly
- Katie Leigh como Fizzy, Heart Throb, Lickety-Split, Ribbon, Baby Shady, Baby Gusty, Baby Tiddley-Winks, Water Lily
- Sherry Lynn como Galaxy, Gingerbread, Cherries Jubilee, Baby Half-Note, Baby Ribbon, Baby Sundance
- Scott Menville como Danny
- Sarah Partridge como Silbador de viento
- Russi Taylor como Cupcake, Rosedust, Morning Glory
- BJ Ward como sorpresa, estrella del norte, flor de durazno, nomeolvides
- Jill Wayne como Baby Lofty, Shady

- Voces adicionales de Michael Bell, Joey Camen, Melanie Gaffin, Tress MacNeille y Frank Welker

## Transmisión
En el Reino Unido, la serie animada se emitió por primera vez el 7 de noviembre de 1987 en MTV.
En Rusia, se lanzó una versión doblada en ruso en el canal 2×2 de 1993 a 1995.